# خدرنق منجلي
خدرنق منجلي (الاسم العلمي: Cheiracanthium falcatum) هو نوع من العنكبوتيات يتبع جنس الخدرنق من الفصيلة العناكب الكيسية.